# Seid Mujanović
Seid Mujanović (ur. 16 kwietnia 1986) – serbski lekkoatleta, młociarz.
Medalista mistrzostw kraju w różnych kategoriach wiekowych.

## Rekordy życiowe
- rzut młotem – 65,50 (2009)
- rzut młotem (6 kg) – 66,11 (2005) rekord Serbii juniorów
- rzut ciężarem (hala) – 20,63 (2010) rekord Serbii [potrzebny przypis]